# Sadagóra
Sadagóra, ukr. Садгора, (jid. סאַדיגוראַ, mołd. Садаґура, niem. Sadagora, pol. Sadagóra niekiedy wzminakowane też niewłaściwie jako: Sadagura, Sadogura, Sadegura, Sadgora, Sadiger) – historyczne miasto na Bukowinie, obecnie dzielnica Czerniowiec nad Prutem. 

## Historia
Miejscowość założona w roku 1770 przez barona Petera Nicolausa von Gartenberga (1714–1786 (właściwie Petera Nielsa Nyegaarda), pochodzącego z Danii oficera. 
Nazwa miasta pochodzi od polskiej wersji jego nazwiska – Mikołaj Neugarten von Gartenberg Sadagórski. W czasie wojny rosyjsko-tureckiej (1768–1774) pozostawał w służbie carycy Katarzyny II. W 1770 założył tu działającą cztery lata mennicę na potrzeby wypłaty żołdu żołnierzom rosyjskim, wokół której rozwinęła się osada. 
W roku 1774 miasteczko liczyło 104 mieszkańców, w 1778 erygowano kościół katolicki pod wezwaniem św. Michała, w roku 1880 miasto było zamieszkane w większości przez Żydów – blisko 79% populacji,  Polaków – ok. 8% oraz pozostałe narodowości: Niemców i Mołdawian.
Sadagóra została przyłączona do Austrii 31 sierpnia 1774 po okresie wojen rosyjsko-tureckich z lat 1768–1774. Od roku 1782 nastąpiło liczne osadnictwo żydowskie. 
Podczas I wojny światowej zajęte przez Rosjan w roku 1916. 
W latach 1918–1940 należało do Rumunii. Latem 1940 przyłączone do ZSRR, Mołdawskiej Socjalistycznej Republiki Radzieckiej. W latach 1941–1944 ponownie należało do Rumunii. Zdobyte przez Armię Czerwoną w 1944. 
W roku 1959 liczyło 12 400 mieszkańców, następnie administracyjnie włączone do Czerniowiec.  W latach 1945–1991 część Ukraińskiej SRR, od 1991 należy do Ukrainy i jest dzielnicą miasta Czerniowce.  

## Chasydzi sadagórscy
Miasto było kiedyś ważnym ośrodkiem ruchu chasydzkiego oraz  miejscem religijnej działalności Izraela Friedmana, założyciela dynastii cadyków sadagórskich (Sanok, Bukowsko, Rymanów, Nowy Sącz). Obecnie centrum tego ruchu znajduje się w Bene Berak w Izraelu. W okresie 1941–1944 w Sadagórze znajdował się hitlerowski obóz zagłady dla Żydów.

## Związani z miastem
Urodził się tutaj w 1889 Wojciech Rubinowicz – polski fizyk teoretyk, profesor europejskich uniwersytetów; mieszkał także izraelski pisarz Aharon Appelfeld. 